# Micraspis strobilina
Micraspis strobilina är en svampart som beskrevs av Dennis 1971. Micraspis strobilina ingår i släktet Micraspis, ordningen disksvampar, klassen Leotiomycetes, divisionen sporsäcksvampar och riket svampar.   Inga underarter finns listade i Catalogue of Life.